# Anniella campi
Espèce
Anniella campi est une espèce de sauriens de la famille des Anniellidae.

## Répartition
Cette espèce est endémique de Californie aux États-Unis. Elle se rencontre dans les comtés de Kern et d'Inyo dans l'Ouest du désert des Mojaves.

## Description
Le mâle holotype mesure 212 mm dont 60 mm pour la queue.
Cette espèce se distingue par ses deux bandes latérales.

## Étymologie
Cette espèce est nommée en l'honneur de Charles Lewis Camp (1893–1974).

## Publication originale
- Papenfuss & Parham, 2013 : Four New Species of California Legless Lizards (Anniella). Breviora, no 536, p. 1-17 (texte intégral).